# Sasuke Uchiha
Sasuke Uchiha jedan je od glavnih likova u anime i manga seriji Naruto.
Ime Sasuke dolazi od legendarnog ninje Sarutobija Sasukea. Njegovo prezime, Uchiha, drugi je način izgovora riječi "Uchiwa", ili vatrena lepeza, koja je zapravo zaštitni znak Uchiha klana. U drevnom Japanu, uchiwa su se koristile na dvorskim ceremonijama kako bi obilježile plemstvo, kao suveniri te kako bi se ratnici zaštitili od strijela. Mnogo važnije, takve lepeze se koriste kako bi razbuktale vatru, čineći je jačom-to se podudara s činjenicom da se Uchiha klan sastoji od korisnika vatrenih jutsua.
U Shonen Jump izdanju u lipnju 2006. godine, Masashi Kishimoto (u Kakashijevom glasu) izjavlja kako, dok je Sasuke genij, Naruto je pomalo glup jer Sasuke sve uči lako, za razliku od manje predvidljivog Naruta.
U Shone Jump popisu popularnih likova, Sasuke je obično na 3. ili 4. mjestu zbog popularnosti serije. Nedavno je, međutim, dospio na 1. mjesto.

## Pozadina
Sasuke je ninja genin kategorije te prirodni genij i potomak moćnog Uchiha klana. Kao jedan od najistaknutijih klanova u selu Konohagakure, Uchiha klan je bio poznat po svom Kekkei Genkaiju, Sharinganu, kao i korištenju jutsua elementa vatre, koji je došao od imena njihove pokrajine. Poput većine pripadnika Uchiha klana, Sasukeova chakra ima srodnost s vatrenim jutsuima. Klan je također sačinjavao većinu vojne policije Konohe. Sasuke je jedan od dva poznata preživjela člana tog klana.

## Rano djetinjstvo
Kao drugi sin kapetana Konohine vojne policije, Sasuke je odrastao u sjeni svog starijeg brata Itachija. Itachi je bio piznata osobnost koja je završila akademiju sa 7 godina, zavladala Sharinganom s 8, postala chuninom s 10 te vođom odreda ANBU-a s 13 godina. Uglavnom, Itachija su hvalili i nazivali genijem te su se za njega zanimali više nego za Sasukea. Itachi je Sasukea priznavao tako da ga je promatrao i pomagao mu pri treningu, no oni nikad nisu uistinu zajedno provodili vrijeme. Sasuke je ostao u Itachijevoj sjeni i nakon primanja na ninja akademiju, te ga je otac, iako je s vremenom postao najbolji u svom razredu, stalno uspoređivao s Itachijem. Itachi je prihvatio Sasukeovo suparništvo rekavši: "Mi smo jedinstvena braća. Ja sam zapreka koju moraš preći, pa ćemo ti i ja nastaviti postojati."
Itachijev odnos sa svojim ocem se pogoršao kada ga je Uchiha klan ispitao u vezi smrti i samoubojstva njegova najboljeg prijatelja Shisua. Pošto je Itachijevo ponašanje postajalo više nego čudno, Sasukeov je otac odlučio provoditi više vremena sa Sasukeom. Pokazao mu je Tehniku vatrene kugle, jednostavni obiteljski jutsu. Sasuke je (tada u dobi od 7 godina) uspio taj jutsu naučiti i savršeno izvesti nakon samo tjedan dana, što je njegova oca iznenadilo. U tom je trenutku Sasuke konačno primio priznanje svoga oca; Uchiha klan je sposobnost izvođenja vatrenih jutsua smatrao dokazom da je njihov korisnik odrastao. Otac mu je rekao kako sada može ponosno nositi simbol klana na svojim leđima. Mnogo važnije, njegov ga je otac upozorio da ne ide Itachijevim stopama.
Nedugo nakon toga, Itachi ubije svakog pripadnika Uchiha klana, pošteđujući samo Sasukea. Itachi je rekao kako Sasuke uopće nije bio vrijedan ubijanja. Naknadno, Itachi mu kaže: "Uvijek si me htio preći. Zato ću te ostaviti na životu." Itachi je Sasukeu također otkrio gdje se nalazi tajno sastajalište Uchiha klana te mu predložio da se uputi tamo kao bi doznao pravu povijest i svrhu Sharingana.Poslije je otkriveno kako je sasuke počeo trčati za svojim bratom u bijesu te je po prvi put uspio koristiti svoj sharingan iako je bio na najnerazvijenijem stupnju. Točno prije nego što se onesvijestio pogledao je Itachia koji je plakao. Sasuke nije mogao vjerovati te je te misli sebi izbrisao iz glave(vjerojatno zbog toga i nije mogao poslije koristiti sharingan) te nastavio putem osvete.
Sasuke se onesvijestio i probudio u Konohinoj bolnici, gdje je prisluškivao glasinama seljaka o uništenju njegova klana. Pobjegao je iz bolnice i lutao selom, prisjećajući se sretnih vremena sa svojom ubijenom obitelji, da bi se na kraju rasplakao na mjestu na kojem su njegovi roditelji ubijeni. Zatim otputuje do Nakano hrama i pronađe svitak s tajnom Sharingana, kako mu je Itachi rekao. Što god da je pročitao u tom svitku samo mu je otvrdnulo srce te je Sasukeov život, od tada pa nadalje, bio usmjeren prema osveti Itachiju.

## Prvi dio

### Tim 7
Kod razvrstavanja genina u grupe od 3 Sasuke je upao u tim s Narutom i Sakurom. Sakura je ludo zaljubljena u Sasukea dok je Naruto u Sakuru ali on njoj nije drag, a Sasuke ih ignorira oboje. Narutu Sasuke nije drag te ga frustrira Sasukeov prirodni talent i velika vještina pa prema njemu ima natjecateljski odnos. Kakashi Hatake njihov učitelj im je priredio test kojim se odlučuje tko će od 27 učenika akademije koji su prošli test stvarno postati genini (njih 9 tj. 3 tima). U tom testu su trebali oduzeti Kakashiu 2 zvonca. Sasuke je napao Kakashia s leđa ali je samo dotaknuo ne i uzeo zvonca. Tada je pokušao s Vatrenim Stilom: Vatrena Kugla jutsuom ali ga je Kakashi nadmudrio. Nisu uspjeli jer nisu shvatili o čemu se uopće radi u vježbi. Morali su pokušati kao tim oduzeti zvonca. O tome je ovisilo hoće li proći ili ne. Ipak Kakashi im je dao drugu šansu gdje su trebali shvatiti da daju ručak Narutu kojem je on zabranio da jede jer je htio viditi hoće li mu kao tim dati ručak. Tada su prošli te postali tim.

### Zemlja Valova
Tim 7 je dobio zadatak da otprati Tazunu, graditelja iz Zemlje Valova, natrag u svoju zemlju. Ono što je trebala biti pratiteljska misija je na kraju bila spasilačka misija. Naime, Tazuna gradi most koji bi njihovu zemlju spojio s ostalim (Zemlja Valova je skupina otoka). Zabuza Momochi, Nukenin iz sela Kirigakure i njegov prijatelj Haku napadaju Tazunu u čemu ih sprječava tim 7. 
Tijekom borbe s Hakuom, Sasuke aktivira svoj Sharingan želeći zaštititi svoje prijatelje. 
Nakon duge borbe, u kojoj je Haku ubijen Kakashijevim Chidorijem koji je bio namijenjen Zabuzi, a Zabuza od strane lokalnog moćnika.
Misija je bila uspješna, most je sagrađen i prema Narutu nazvan "The great Naruto bridge".

## Drugi dio

### Nova osobnost
Sasuke je većinom ostao vezan za svoju staru osobnost. Kada se prvi put susreo sa Saijem, nije ga uopće zanimao te je više mario za Orochimarovu prisutnost. Kada je Sai izjavio kao bi se sa Sasukeom mogao slagati bolje nego s Narutom, Sasuke ga je prostrijelio hladnim pogledom i uhvatio u genjutsu pun ubilačke namjere. Sai je bio iznenađen kako čak i na bezosjećajnu osobu, kao što je on, može utjecati Sasukeov prodoran pogled, pri čemu se pokazala prava moć Sharingana. Kada je Sai komentirao kako su ga Naruto i Sakura tražili, Sasuke ga je još jednom pogledao svojom hladnom ravnodušnošću.
Tijekom vremena provedenog s Orochimarom, Sasuke je vjerojatno došao do zaključka da se, ako ikada želi predstavljati prijetnju za Itachija, mora odeći svojih prošlih veza s prijateljima i ostvariti osvetu koja je važnija čak i id njegova života. Zbog toga, on pokazuje da ga više nije briga za Konohu ili ikoga iz tog sela, bez obzira na to što je pri svom prvom susretu s Narutom nakon prekida radnje primijetio promjenu članova u Timu Kakashi te dao prigovor Narutu, rekavši kako će ga njegova želja za Sasukeovim spasenjem smanjiti šanse da postane Hokage. Također izjavlja da, za razliku od njihovog zadnjeg sukoba kod vodopada, više nema razloga zašto ne bi ubio Naruta te je sprema učiniti to. Također je svjestan činjenice da ga Orochimaru želi upotrijebiti kao buduće tijelo za svoju dušu te pokazuje kako ga nije briga što će se s njim dogoditi, dok god to završava Itachijevom smrću.
Za razliku od Kabuta ili bilo kojeg drugog Orochimarovog istomišljenika, koji ga oslovljavaju kao "Orochimaru-sama" (što pokazuje njihovo veliko poštovanje prema njemu), Sasuke ga jednostavno zove "Orochimaru". Sasuke također Kakashija nikad nije zvao "Kakashi-sensei" (učitelj) poput svih ostalih, što bi Japanci smatrali veoma bezobraznim. Bez obzira na suradnju sa Selom Zvuka, Sasuke ne nosi traku Zvuka, za razliku od većine ostalih Orochimarovih suradnika. Još uvijek nosi lepezasti simbol svoga klana na leđima, iako je sad mnogo manji i bliži njegovom ovratniku.

### Nove sposobnosti
Sasukeove borbene vještine su se veoma poboljšale za vrijeme prekida radnje, što je predočeno u njegovom novom jusuu, Jedna tisuća ptica Sadašnje. Ta tehnika dopušta Sasukeu da izbacuje elektricitet iz svog cijelog tijela za ofenzivne i defenzivne svrhe. Sasuke sada posjeduje kusanagi mač poput Orochimarovog, iako njegov nema posebnih sposobnosti. Njegova verzija je sličnija katani, dok je Orochimarova sličnija kineskom Jianu. Sasuke svoju Jednu tisuću ptica Sadašnje koristi u spoju sa svojim mačem kako bi pojačao snagu sijecanja i paralizorao svoje protivnike kada bi ga napali.
Također je postao toliko vješt sa svojim Sharinganom da može izvesti genjutsu samo vizualnim kontaktom. Kada je Sasuke vidio Naruta kako mu se šulja prema njemu u svom demonskom stanju, bio je kadar prodrijeti u njegov um i uspostaviti vezu s demonskom lisicom, što je iznenadilo i nju i Naruta. Neočekivano, sama demonska lisica znala je sve i Uchiha klanu. Demonska lisica spominje Madaru Uchihu, rekavši kako su Sasukeove oči i chakra zlokobniji od njezine vlastite. Uz to, Sasuke očito ima sposobnost svladati i prikriti lisičinu chakru. Demonska lisica upozorava Sasukea da ne ubije Naruta, inače će to veoma požaliti.žžUpravo prije svog odlaska, Sasuke je kanio upotrijebiti još jedan jutsu kako bi zauvijek završio borbu, no zaustavio ga je Orochimaru, koji kaže kako bi ostavljanje Tima 7 na životu moglo pomoći Sasukeu u borbi protiv svog brata, jer se oni također suprotstavljaju Akatsukiju.

### Sadašnji dio priče
Sasuke se pojavio na kraju manga poglavlja 342 s Orochimarom, nakon što su neozlijeđeni porazili velik broj nepoznatih ninja, Na Orochimarov komentar kako je Sasuke premekan jer nije ubio nijednu ninju, on odgovara kako to nisu one ninje koje želi ubiti. U poglavlju 343 Orochimaru je viđen kako razmišlja o Sasukeovim vještinama, koje su prešle njegove kada je te dobi. Sasuke izjavljuje kako će, kada se suoči licem u lice s Itachijem, biti nemilosrdan, bez obzira na to što nije ubio velik broj poraženih ninja. Uz to, na kraju poglavlja, Sasuke je viđen kako napada veoma bolesnog Orochimara s mačem sastavljenog od elementa munje, koja je Orochimaruju bila strana, kao i njegov Ukleti pečat za vrijeme aktivacije. Sasuke tada izjavlja kako od Orochimara ne može više ništa naučiti te zatim aktivira svoj Sharingan; rekao je kako će protiv Orochimara također biti nemilosrdan.